# Vurpód
Vurpód (románul: Vurpăr, németül: Burgberg) falu Romániában, Szeben megyében, az azonos nevű község központja. Nagyszebentől 26 kilométerre fekszik.

## Fekvése
Szeben megye középső részén, Nagyszebentől 25, Medgyestől 27, Szentágotától 60 kilométerre. Nagyszeben felől a DJ 106-os, Medgyes felől a DJ 141-es megyei úton közelíthető meg.

## Története
A falu területén neolitikumi, bronzkori és római kori leleteket tártak fel. Első említése 1296-ból  maradt fenn Villa Heoholm néven. További névváltozatai: Borcperg (1333), Burperg (1357), Burchperg (1425). Román stílusú temploma 1230-ban épült. A 16. században megerősítették és átépítették. Az északi kapunál megmaradt egy 13. századi féldombormű: életfa, egy oroszlán meg egy félig oroszlán, félig hal állat, amelyek egy háromlevelű liliom felé nyúlnak.

## Lakossága
1850-ben a falu 1717 lakosából 857 német, 513 román és 347 cigány volt. 1992-re a 2145 lakos nemzetiségi összetétele a következőképpen alakult: 895 román, 189 német és 1061 cigány.
A 2011-es népszámlálás adatai alapján a község népessége 2557 fő volt, melynek 94,45-a román és 1,49%-a német. Vallási hovatartozás szempontjából a lakosság 91,59%-a ortodox, 2,54%-a baptista és 1,29%%-a pünkösdista.

## Nevezetességei
A község területéről az alábbi épületek és építmények szerepelnek a romániai műemlékek jegyzékében:
- a vurpódi erődtemplom (LMI-kódja SB-II-m-A-12589)
- a Nagyszeben–Szentágota keskeny nyomtávú vasút vurpódi szakaszának létesítményei (SB-II-m-B-20923.74–75)

## Híres emberek
- Vurpódon született Ion Banea(wd) (1905–1939) író, politikus a Vasgárda észak-erdélyi régiójának vezetője.[8]